# Olivia Delcán
Olivia Delcán (29 maggio 1992) è un'attrice e scrittrice spagnola cresciuta tra Los Angeles e Minorca.
È nota per aver recitato nel ruolo di Cristina Marquina nelle serie TV Vis a vis - Il prezzo del riscatto e Warrior Nun e per i film Isla bonita e Lejos del mar. Ha studiato recitazione al William Esper Studio di New York e sceneggiatura allo studio di William Layton di Madrid.